# 南チロルの土柱

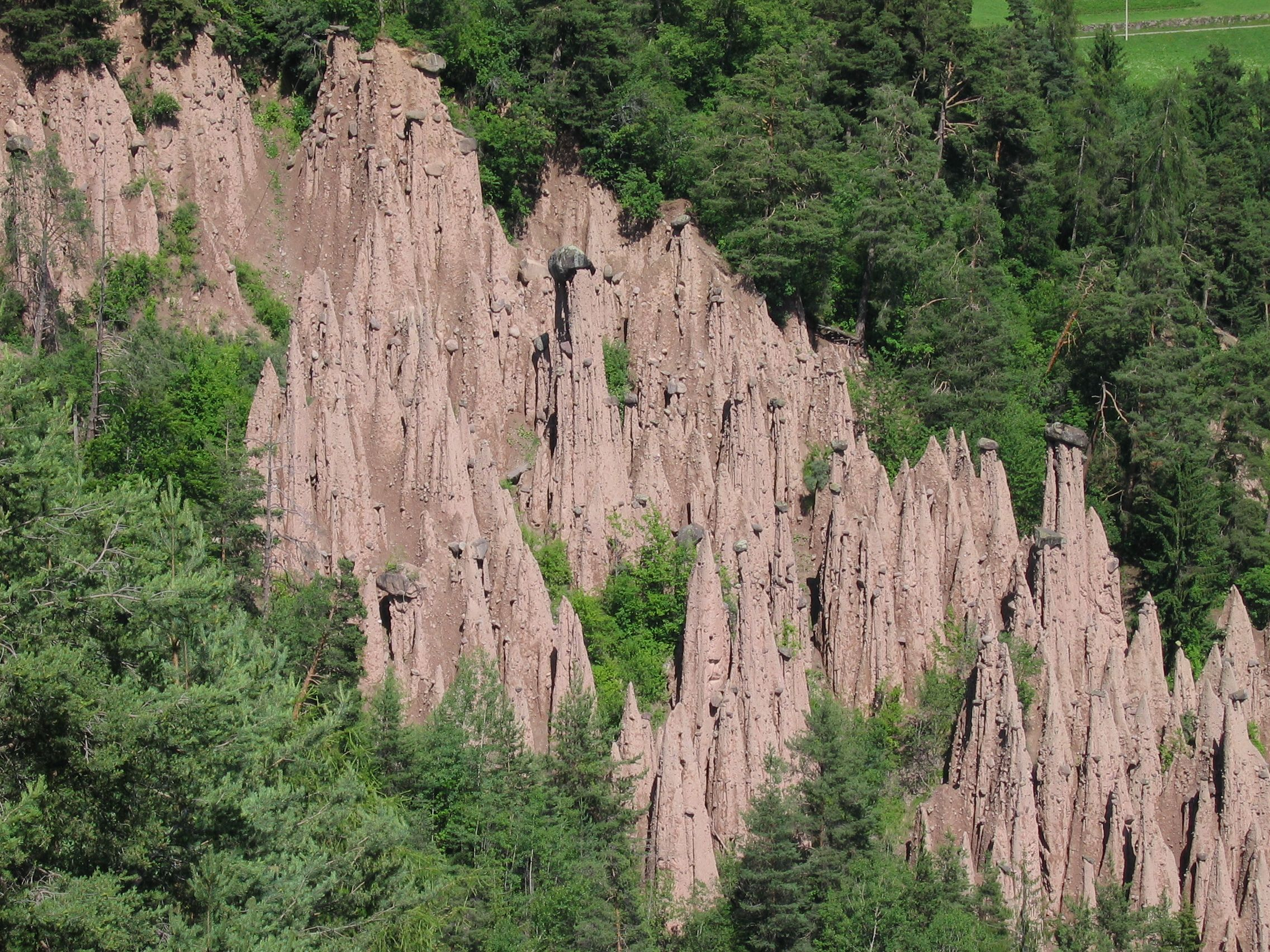
レノン（リッテン）の土柱

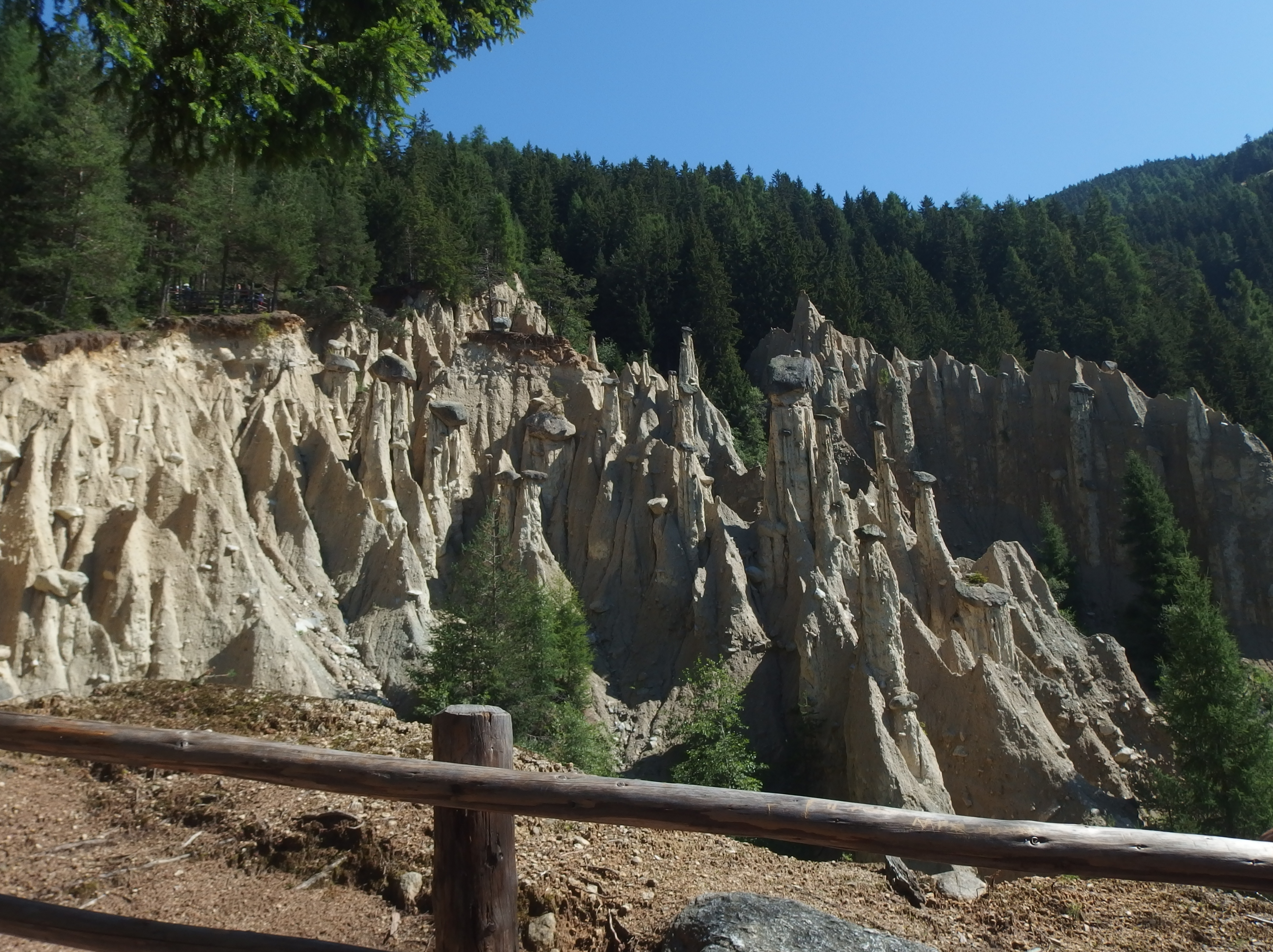
プラータ（プラッテン）の土柱

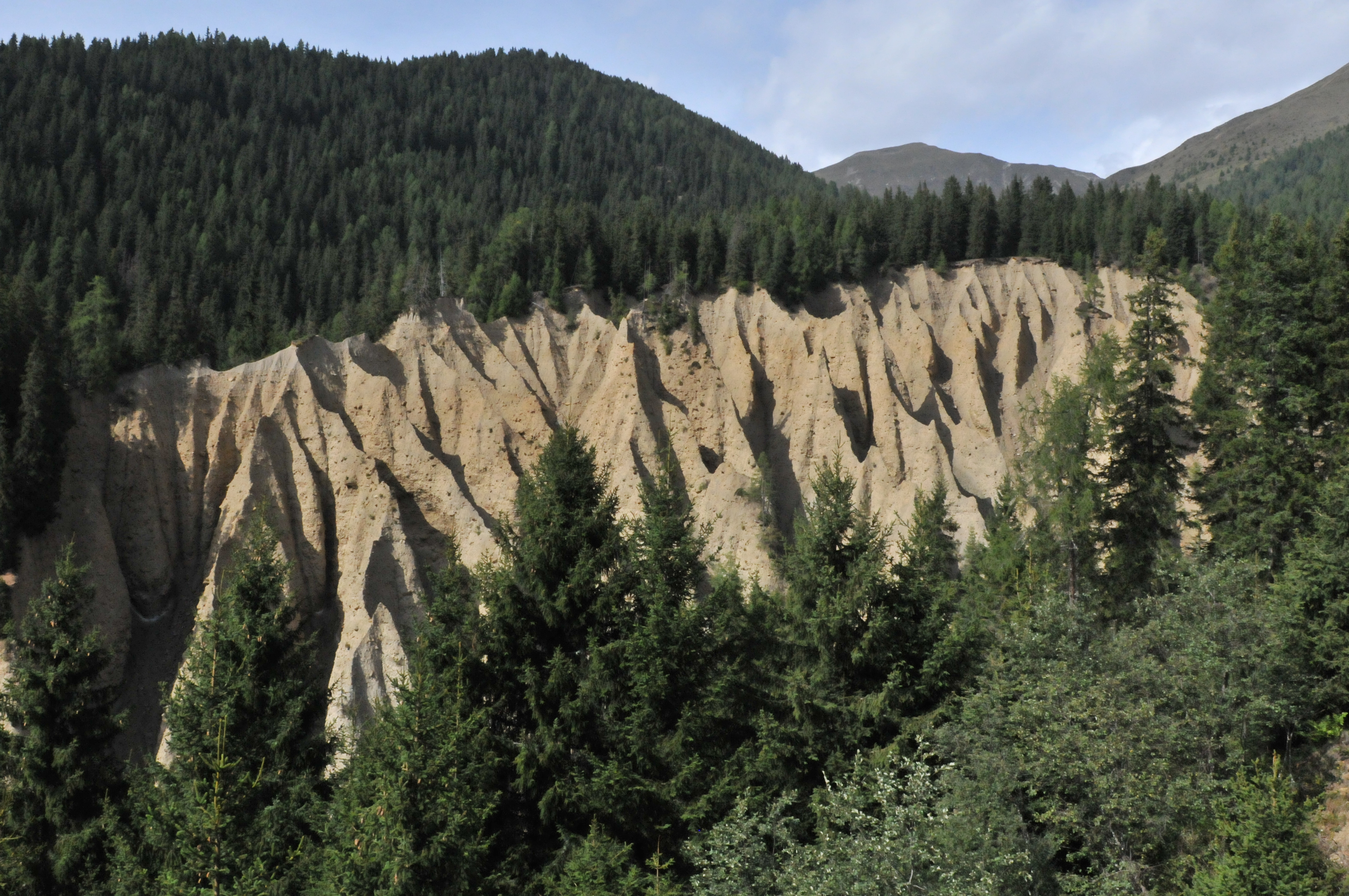
ドッビアーコ（トーブラッハ）の土柱

南チロルの土柱 （みなみチロルのどちゅう、英：Earth pyramids of South Tyrol、伊：Piramidi di terra in Alto Adige ）とは、南チロル地方（イタリアトレンティーノ＝アルト・アディジェ州ボルツァーノ自治県）に散在する土柱である。

## 概要
イタリア北部のボルツァーノ自治県は歴史的にチロルと呼ばれた地域の南部に相当するため、「南チロル」とも呼ばれる地域である。この南チロル地方には、自然現象により形成された土の柱である土柱が散在している。脆い土壌は雨や風等の侵食を受けて崩れ去ってしまう運命にあるが、岩や硬い土壌の下にある土壌は侵食をまぬがれ、塔や柱のようになって残ることがある。これが土柱で、その奇観はしばしば観光名所となる。この地方の土柱では、レノン（リッテン）の土柱とプラータ（プラッテン）の土柱が有名である。
日本では、徳島県にある阿波の土柱、アメリカ合衆国にあるブライスキャニオン国立公園の土柱とあわせ、「世界三大土柱」のひとつとして紹介されている。

## 土柱の所在地一覧
南チロル地方にある主な土柱の所在地は以下のとおりである（括弧内はドイツ語地名）。
- サン・ジェネージオ・アテジーノ（イェネージエン）
- セゴンツァーノ
- テレント（テレンテン）
- ペルカ（ペルヒャ） – 有名なプラータ（プラッテン）の土柱（it）がある。
- メルティナ（メルテン）
- レノン（リッテン） - 有名なレノン（リッテン）の土柱がある。